# Leucandra verdensis
Leucandra verdensis är en svampdjursart som beskrevs av Thacker 1908. Leucandra verdensis ingår i släktet Leucandra och familjen Grantiidae.
Artens utbredningsområde är havet utanför Kap Verde. Inga underarter finns listade i Catalogue of Life.